# Bachiru
Le bachiru (撥鏤) est une technique japonaise artisanale de gravure d'objet sur ivoire coloré.